# Ellenhall
Ellenhall es una parroquia civil y un pueblo del distrito de Stafford, en el condado de Staffordshire (Inglaterra).

## Geografía
Según la Oficina Nacional de Estadística británica, Ellenhall tiene una superficie de 10,3 km².

## Demografía
Según el censo de 2001, Ellenhall tenía 126 habitantes (53,17% varones, 46,83% mujeres) y una densidad de población de 12,23 hab/km². El 26,19% eran menores de 16 años, el 72,22% tenían entre 16 y 74, y el 2,38% eran mayores de 74. La media de edad era de 36,43 años. Del total de habitantes con 16 o más años, el 19,35% estaban solteros, el 72,04% casados, y el 8,6% divorciados o viudos.
Según su grupo étnico, el 96,83% de los habitantes eran blancos y el 3,17% asiáticos. La mayor parte (97,64%) eran originarios del Reino Unido, mientras que el resto (2,36%) había nacido en cualquier otro lugar salvo en los países europeos. El cristianismo era profesado por el 81,75% y el hinduismo por el 3,17%, mientras que el 10,32% no eran religiosos y el 4,76% no marcaron ninguna opción en el censo.
Había 45 hogares con residentes y 3 vacíos.